# 南田親彦
南田 親彦 （みなみだ ちかひこ、6月6日 - ）は、日本の男性声優。大阪府出身。以前はアドヴァンスプロモーション、ぷろだくしょん★A組に所属していた。代々木アニメーション学院卒。

## 出演作品

### アニメ
- 格闘美神 武龍
- プレイボール（山口、部員A）
- プレイボール2nd（山口）
- マノン（バズ、カールー、キツツキ）
- 魔法先生ネギま!

### 吹き替え
- イ・サン（内官）
- エイリアンX
- NYPDブルーseason2
- こちらブルームーン探偵社5
- スターゲイト
- 007アルティメット・コレクション
- チャームド 〜魔女3姉妹〜
- HAWAII FIVE-0（モク）

### パチスロ
- 格闘美神 武龍（松本）

### その他
- 第5回灰原明彦の世界　生命賛歌
- 第28回クラウン新進吟詠家ジョイントリサイタル　かぐや姫（竹取の翁）
- 凄い金魚（南原利明）
- 阿呆浪士（元禄堂長太）
- 可児君の面会日（泊）
- TWO（ヒサシ）
- 世界うたの旅そして日本、愛と華
- タイピスト/虎
- シンプルシェークスピア マクベス
- 時間よ朝に還れ
- オールウェーズ
- ファナティック・ミューズ